# António Augusto Dias de Freitas
António Augusto Dias de Freitas ComNSC (15 de Fevereiro de 1830 - 13 de Fevereiro de 1904), 1.º Visconde de Azarujinha e 1.º Conde de Azarujinha, foi um empresário industrial e político português.

## Família
Filho do Capitão António Dias de Freitas, Cavaleiro da Ordem Militar da Torre e Espada, e de sua mulher Libânia Carlota Gonçalves.

## Biografia
Foi aluno do Real Colégio Militar e depois da Escola Politécnica de Lisboa, tendo de interromper este curso, no final do segundo ano, por ter contraído uma grave doença. Anos depois, já restabelecido, tendo falecido seu pai, assumiu a direção da Fábrica de Vidros da Marinha Grande, juntamente com Jorge Croft, que depois foi o 1.º Visconde da Graça, conseguindo que essa Fábrica voltasse a ocupar o prestígio a que tinha jus e que havia perdido. De novo acometido por um recrudescimento da sua doença, viu-se obrigado a tratamento no estrangeiro. Ao fim dalguns anos, regressou curado e, entrando na política, foi eleito Deputado pelo Partido Regenerador em várias Legislaturas e, finalmente, nomeado Par do Reino por Carta de 29 de Dezembro de 1881. Foi também Diretor da Companhia do Mercado da Praça da Figueira e Membro do Conselho Fiscal de várias outras companhias.
Foi Fidalgo Cavaleiro da Casa Real por Alvará de 30 de Setembro de 1862, Comendador da Ordem de Nossa Senhora da Conceição de Vila Viçosa, Vereador da Câmara Municipal de Lisboa, etc.
O título de 1.º Visconde de Azarujinha, em sua vida, foi-lhe concedido por Decreto de D. Luís I de Portugal de 11 de Agosto de 1870, e foi elevado à Grandeza, como 1.º Conde de Azarujinha, em sua vida, por Decreto de D. Carlos I de Portugal de 23 de Setembro de 1890.

## Casamento e descendência
Casou em 1855 com Joana Amália Correia de Sequeira Pinto, filha do Conselheiro Dr. António Correia de Sequeira Pinto, Médico e Enfermeiro-Mor dos Hospitais, e de sua mulher Maria José da Rocha Ferreira, com geração, tendo sido pais de Libânio Augusto Severo Dias de Freitas, 2.º Conde de Azarujinha.